# Angela Baddeley
Angela Baddeley, född 4 juli 1904 i West Ham i London, död 22 februari 1976 i Grayshott i Hampshire, var en brittisk skådespelare. Baddeley är främst känd för rollen som kokerskan Mrs Bridges i den populära tv-serien Herrskap och tjänstefolk (1971–1975).

## Filmografi i urval
- Citadellet (1938)
- Kvartett (1948)
- No Time for Tears (1957)
- The Old Curiosity Shop (1962-1963, miniserie)
- Tom Jones (1963)
- Martin Chuzzlewit (1964, miniserie)
- Herrskap och tjänstefolk (1971-1975, tv-serie)